# Umberto Menegalli
Umberto Menegalli (Malvaglia, 25 luglio 1925 – 29 luglio 1988) è stato uno schermidore svizzero, vincitore di una medaglia di bronzo ai campionati mondiali di scherma.